# Aoteapsyche tepoka
Aoteapsyche tepoka är en nattsländeart som först beskrevs av Mosely in Mosely och Douglas E. Kimmins 1953.  Aoteapsyche tepoka ingår i släktet Aoteapsyche och familjen ryssjenattsländor. Inga underarter finns listade i Catalogue of Life.